# Тайвань на зимних Олимпийских играх 2014
Тайвань принимал участие в зимних Олимпийских играх 2014 года, которые прошли в Сочи с 7 по 23 февраля, под именем Китайский Тайбэй.

## Результаты соревнований

### Конькобежный спорт
Мужчины
Индивидуальные гонки
| Соревнование | Спортсмены | 1 забег   | 1 забег | 2 забег   | 2 забег | Результат | Место |
| Соревнование | Спортсмены | Результат | Место   | Результат | Место   | Результат | Место |
| ------------ | ---------- | --------- | ------- | --------- | ------- | --------- | ----- |
| 500 метров   | Сун Цинъян | 35,73     | 35      | 35,63     | 30      | 71,36     | 33    |
| 1000 метров  | Сун Цинъян |           |         |           |         | 1:13,79   | 40    |

### Санный спорт
Мужчины
| Соревнование | Спортсмены | 1 заезд   | 1 заезд | 2 заезд   | 2 заезд | 3 заезд   | 3 заезд | 4 заезд   | 4 заезд | Итоговый результат | Итоговое место |
| Соревнование | Спортсмены | Результат | Место   | Результат | Место   | Результат | Место   | Результат | Место   | Итоговый результат | Итоговое место |
| ------------ | ---------- | --------- | ------- | --------- | ------- | --------- | ------- | --------- | ------- | ------------------ | -------------- |
| Одиночки     | Ли Дэань   | 1:02.961  | 39      | 55.315    | 39      | 55.287    | 38      | 54.528    | 39      | 3:48.091           | 39             |

### Шорт-трек
Спортсменов — 1
Мужчины
| Соревнование | Спортсмены        | Отборочный раунд | Отборочный раунд | Отборочный раунд | Четвертьфинал        | Четвертьфинал        | Четвертьфинал        | Полуфинал            | Полуфинал            | Полуфинал            | Финал                | Финал                | Финал                | Итоговое место |
| Соревнование | Спортсмены        | Забег            | Результат        | Место            | Забег                | Результат            | Место                | Забег                | Результат            | Место                | Название             | Результат            | Место                | Итоговое место |
| ------------ | ----------------- | ---------------- | ---------------- | ---------------- | -------------------- | -------------------- | -------------------- | -------------------- | -------------------- | -------------------- | -------------------- | -------------------- | -------------------- | -------------- |
| 500 метров   | Маккензи Блэкбёрн |                  |                  |                  |                      |                      |                      |                      |                      |                      |                      |                      |                      |                |
| 1000 метров  | Маккензи Блэкбёрн | 2                | 1:26,814         | 3                | Завершил выступление | Завершил выступление | Завершил выступление | Завершил выступление | Завершил выступление | Завершил выступление | Завершил выступление | Завершил выступление | Завершил выступление | 23             |